# Geosciurus inauris
Lo xero del Capo (Geosciurus inauris) è un roditore della famiglia degli Sciuridae che vive nella maggior parte delle zone secche dell'Africa meridionale, dal Sudafrica attraverso il Botswana fino alla Namibia

## Descrizione

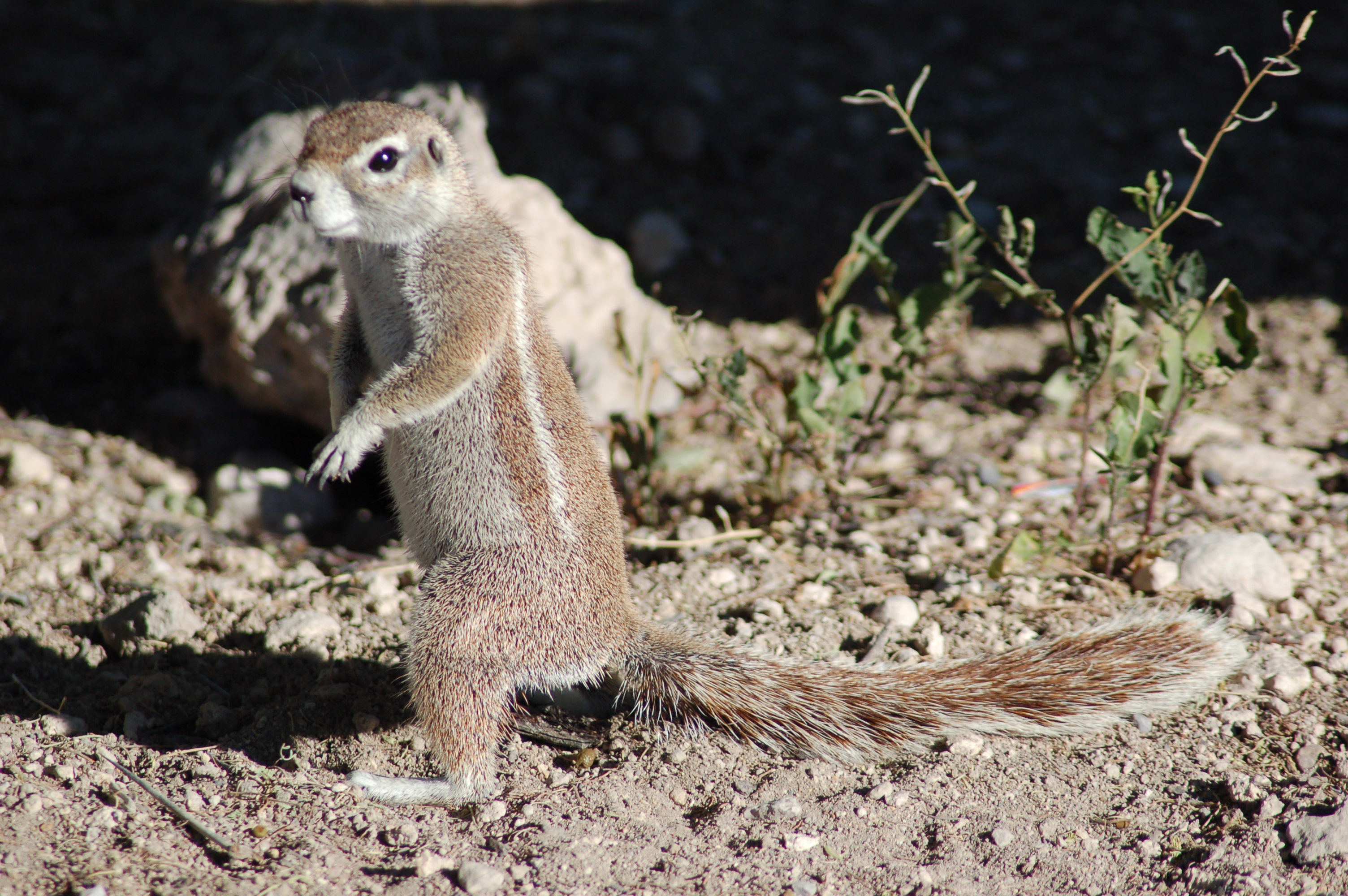
Un Geosciurus inauris in posizione eretta

Il Geosciurus inauris presenta una pelliccia ispida che copre tutto il corpo, e sotto di essa, a differenza di altri mammiferi, è privo di peluria morbida. La parte dorsale della pelliccia è color cannella e nei diversi individui presenta varianti più scure o più chiare; il muso, la zona del ventre, i lati del collo e la parte interna degli arti sono invece bianchi, mentre la pelle è scura. I padiglioni auricolari sono piccoli. Su entrambi i lati del corpo l'animale ha una striscia bianca che va dalla spalla alla coscia. Attorno agli occhi presenta delle fini linee bianche. La coda è appiattita a continuazione di dorso e ventre, coperta da pelo bianco con due bande nere alla base.
Nello xero del Capo assistiamo un non pronunciato dimorfismo sessuale: i maschi pesano di solito fra i 423 e i 649 g, l'8-12% più delle femmine, che invece pesano fra i 444 e i 600 g. La lunghezza totale è di 424–476 mm per i maschi e 435–446 mm.
La formula dentaria è {\displaystyle {\begin{smallmatrix}{\frac {1.1.0.0}{1.1.3.3}}\end{smallmatrix}}}. 
Sul palato, presenta nove increspature trasversali fra i molari che si interrompono al centro a formare un solco, con altre due increspature continue poste anteriormente ai molari.
Le femmine hanno due coppie di mammelle, la prima all'altezza dell'inguine e la seconda all'altezza degli addominali.
Nei maschi il glande è relativamente grosso, con uno sviluppato osso penico sulla terminazione e curvato verso il basso. Questa specie è in particolare notevole per i suoi testicoli grandi, che corrispondono a circa il 20% della lunghezza del corpo e della testa.
La muta del pelo avviene ogni anno fra agosto e settembre e fra marzo e aprile.

## Distribuzione sul territorio
Lo xero del Capo vive nei territori aridi dell'Africa meridionale: è largamente presente in Namibia (ma risulta assente nelle regioni costiere e nel nordest), abita le zone centrali e sud-occidentali del Kalahari, in Botswana, e si può trovare anche nella regione sud-occidentale della Provincia del Nordovest in Sudafrica fino a quella di Free State e in Lesotho. È diffuso anche nei territori della Provincia del Capo Settentrionale, ma solo nella zona nord-orientale. A sud il limite estremo della distribuzione è la zona di Graaff Reinet, città nella Provincia del Capo Orientale.
Come si vede, la denominazione "del Capo" è in qualche modo fuorviante, dal momento che l'animale ha un'area di insediamento assai più vasta. Questo nome può essergli stato attribuito per distinguerlo da un'altra specie di scoiattolo, questa arboricola: lo scoiattolo grigio orientale, anch'esso stanziato attorno a Città del Capo, che fu introdotto dall'Europa da Cecil John Rhodes

## Comportamento

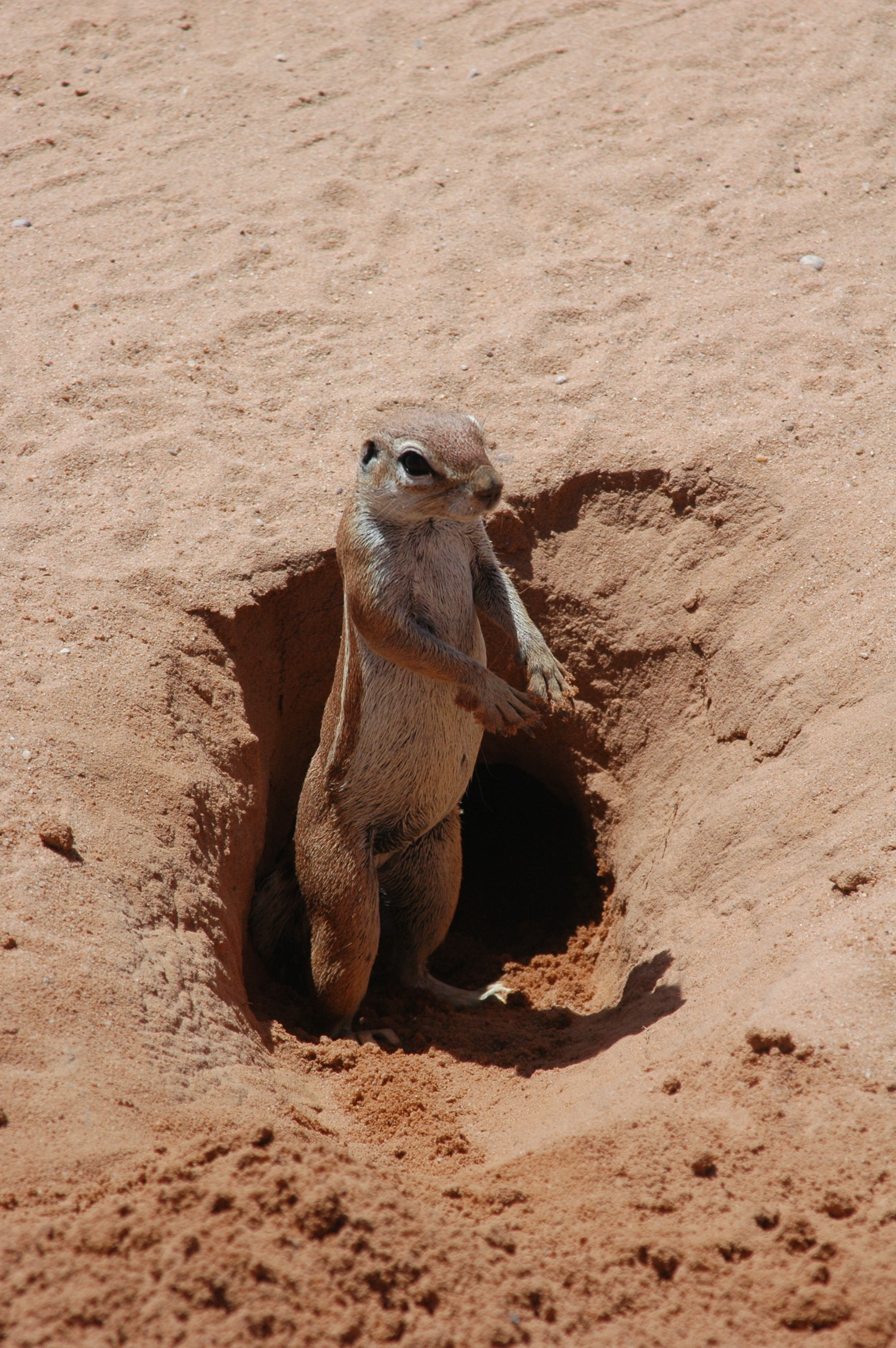
Xeri del Capo all'ingresso della tana

Il Geosciurus inauris ha il suo habitat nelle zone aride o semiaride: vive di preferenza nelle piane sabbiose (velds) e nelle praterie con terreno duro, ma lo si può trovare anche in piccoli gruppi nelle zone limitrofe ai laghi di origine alluvionale (pans), nelle stesse pianure alluvionali e nei campi coltivati. Lo xero è animale generalmente diurno, e non va in letargo. Le tane consistono in gruppi di tunnel scavati nel terreno per un'estensione di circa 700 m2, con un numero di ingressi che va da 2 a 100. I tunnel proteggono l'animale dalle temperature estreme in superficie e dai predatori, ma nonostante questo lo xero passa la maggior parte del giorno alla ricerca di cibo in superficie, dove, per esigenze di termoregolazione, posiziona la folta coda contro il sole per coprirsi il capo e il dorso e si rotola nella polvere.
Si nutre di bulbi, frutti, erbe, piante, insetti e arbusti. Non accumula cibo nelle tane, quindi la nutrizione costituisce un'attività giornaliera che occupa il 70% delle attività dell'animale (un restante 15-20% del tempo è impiegato nella sorveglianza del territorio, il resto nelle interazioni sociali). Il fabbisogno d'acqua, minimo, è soddisfatto dalla percentuale d'acqua contenuta nella vegetazione erbacea, e l'animale beve raramente.
Per le medesime esigenze di difesa da temperatura e predatori, le tane dello xero sono usate anche da suricati e manguste. Tale convivenza appare, nel caso delle suricate, come mutualmente vantaggiosa, a differenza delle manguste che costituiscono semplicemente commensali dello scoiattolo.
Fra i predatori dello xero troviamo sciacalli, serpenti e varani. Lo xero del Capo è in grado di distinguere, dall'odore delle feci, se esse appartengano o meno ad un predatore. Quando vengono minacciati attuano contro i predatori (ad esempio i serpenti) dei comportamenti intimidatori: in più avanzano di colpo verso il predatore frapponendo fra loro ed esso le code a cespuglio, poi, quando il predatore stesso scatta all'indietro gli xeri si ritirano. Di solito, i comportamenti intimidatori di gruppo si dimostrano efficaci nell'allontanare le minacce.

### Comportamento sociale

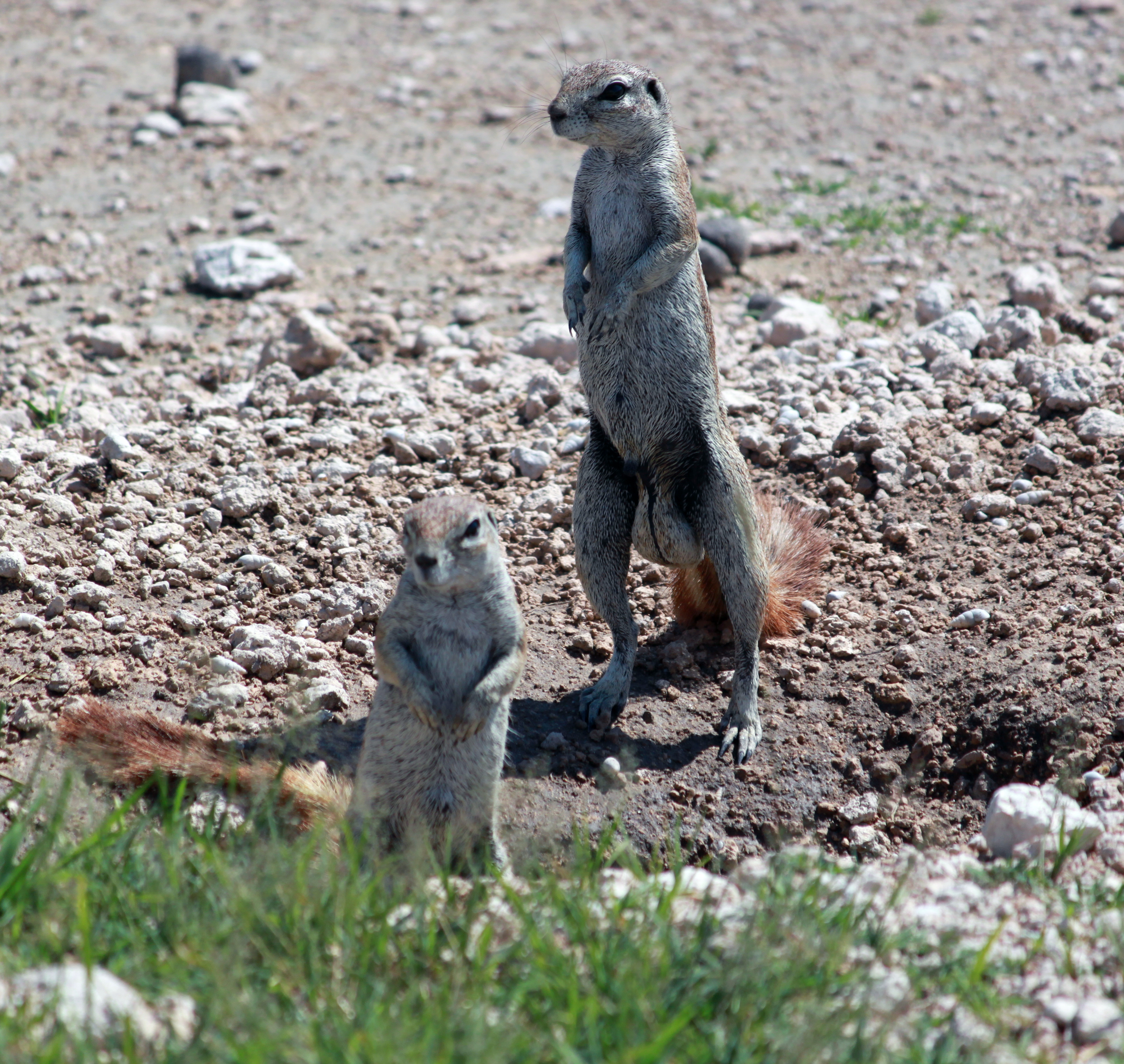
Due xeri del Capo

I gruppi di xeri contano di solito due o tre esemplari adulti di sesso femminile e fino a nove esemplari giovani di entrambi i sessi che costituiscono la prole dipendente dalle femmine stesse, mentre un gruppo con più di tre femmine si divide in entità più piccole. I maschi invece vivono separatamente in gruppi pacifici che contano fino a 19 individui non legati da parentela, e si uniscono alle femmine soltanto nel periodo dell'estro di una di esse; all'interno di un gruppo maschile possono formarsi dei sottogruppi di quattro o cinque esemplari che cambiano anche giornalmente numero e composizione.
I gruppi di femmine vivono, come detto sopra, in gruppi di tunnel che hanno uscita distribuite su una superficie di circa 4 ha, con un nucleo centrale di circa 0,25 ha. I territori di diversi gruppi possono sovrapporsi, ma il nucleo verrà difeso da ciascuno di essi con comportamenti aggressivi. Il territorio di un gruppo di maschi, con i suoi 12,1 ha di ampiezza, va a includere quelli di numerosi gruppi di femmine.
All'interno di un gruppo femminile, i membri condividono le zone del pasto e del sonno, senza che fra loro esista una gerarchia. Nei gruppi maschili, invece, abbiamo delle nette gerarchie di dominanza basate sull'età dei membri e mantenute poi per sostituzione dei membri stessi. Le competizioni fra i maschi consistono in dimostrazioni di salto senza manifestazioni di violenza o ferite. Inoltre i maschi non sono territoriali come le femmine, ed è frequente l'immigrazione e l'emigrazione di un membro fra un gruppo e l'altro.

### Forme di comunicazione
Quando percepisce una minaccia, lo xero emette un richiamo di allarme simile a un fischio. Tale richiamo può avere due forme: un verso breve e acuto che mette in forte allarme gli altri membri del gruppo, e un suono meno acuto usato per pericoli non imminenti. Durante gli scontri per la predominanza, gli individui emettono grugniti profondi e aggressivi. Gli esemplari giovani si allenano nei richiami con fischi e squittii.

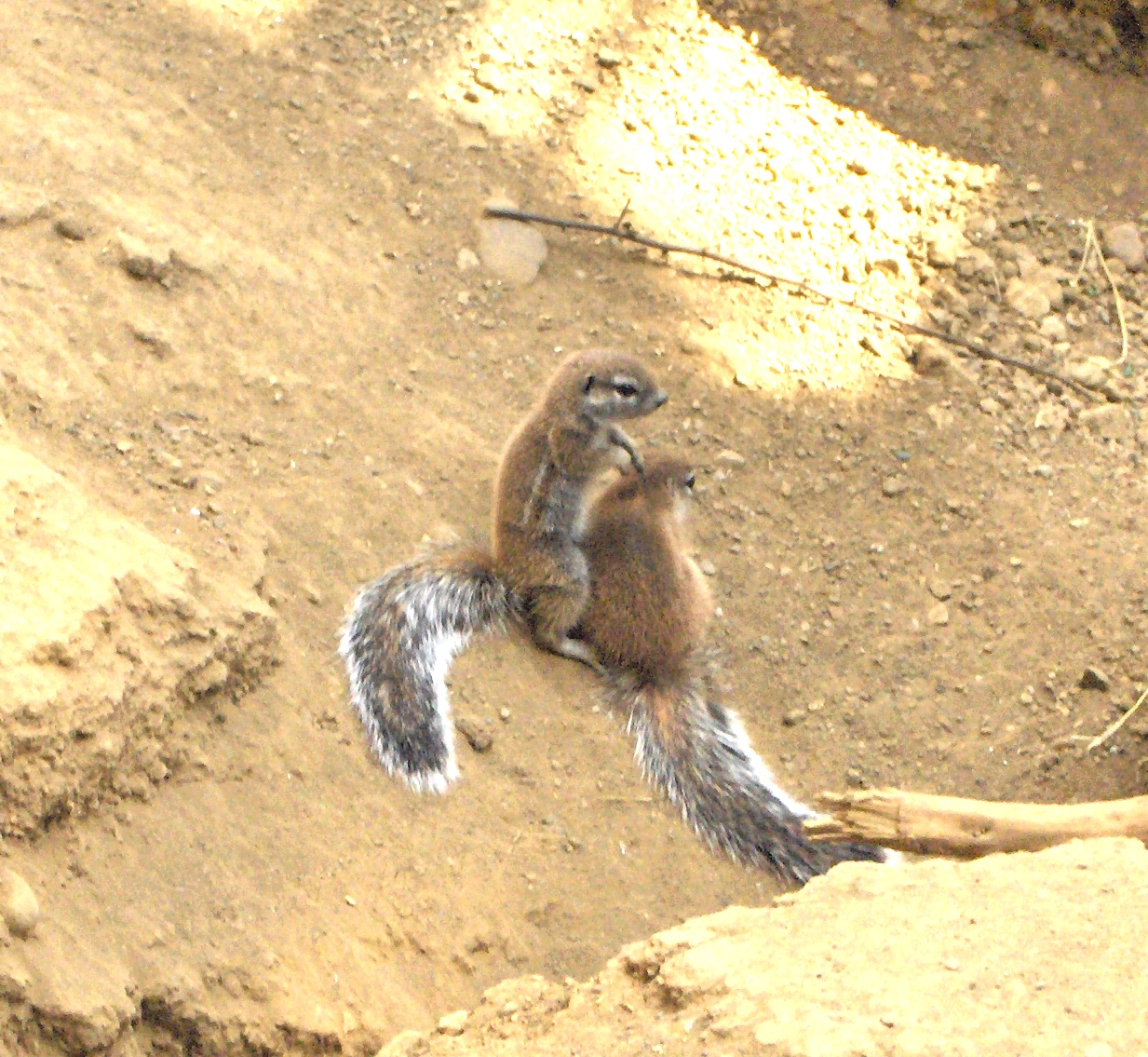
Esemplari giovani di Xero del Capo

### Riproduzione
Lo xero del Capo si accoppia nel corso di tutto l'anno, e in particolare nei mesi secchi invernali. Poiché le femmine hanno accoppiamenti multipli, i grandi testicoli dei maschi li aiutano a sostenere la competizione spermatica. Dopo l'accoppiamento, i maschi si masturbano, sia allo scopo di pulirsi i genitali, sia per ridurre la possibilità di infezioni trasmissibili sessualmente.
L'estro dura tre ore e si verifica in una femmina del gruppo alla volta. Durante l'estro, la femmina in calore viene avvicinata, sollecitata con insistenza e inseguita dai maschi che vogliono accoppiarsi con lei, e il maschio dominante si accoppia con lei per primo: una femmina consente numerosi accoppiamenti, sia col primo maschio che con quelli successivi nella scala gerarchica. Quando un maschio non si è ancora accoppiato con una femmina, disturberà gli accoppiamenti che essa effettua con altri maschi. Tuttavia è raro che l'accoppiamento venga difeso.
La gestazione dura fra i 42 e i 49 giorni, e termina con la nascita di una cucciolata che conta da uno a tre piccoli: essi sono ciechi e senza pelo; gli occhi si aprono dopo il trentacinquesimo giorno. Dopo la nascita ha inizio l'allattamento: una femmina che allatta si sposta in un tunnel separato per prendersi cura dei piccoli, e torna nel gruppo dopo lo svezzamento o nel caso di perdita della cucciolata. I cuccioli rimangono nel tunnel per i primi 45 giorni; sette giorni dopo essere usciti, iniziano a nutrirsi di cibi solidi, e l'allattamento termina intorno al cinquantaduesimo giorno.
I maschi raggiungono la maturità sessuale ad otto mesi, e lasciano il loro gruppo di nascita; le femmine invece raggiungono la maturità a dieci mesi e restano nel gruppo.

## Conservazione
Sembrano non esistere nel complesso gravi minacce per lo xero del Capo. In alcune regioni esso viene considerato un animale infestante per l'agricoltura, e per evitare il danneggiamento delle colture e il rischio legato alla diffusione della rabbia l'uomo ha usato erba avvelenata per controllarne la diffusione. Tuttavia la specie resta comune in molte aree protette, tra cui il Kgalagadi Transfrontier Park in Botswana e Sudafrica, e l'Etosha National Park in Namibia.